# Teatro de los Basilios
El Teatro de los Basilios (nombre popular del también llamado Teatro del Drama y primer teatro Lope de Vega), fue una sala teatral de Madrid inaugurada el 17 de enero de 1850, en la calle del Desengaño, esquina a la de Valverde, en el barrio de Universidad del distrito Centro de la capital de España. Fue proyectado por Carlos Bosch y Romañá y José María Guallart.

## Historia
Ramón de Mesonero Romanos decano de los cronistas madrileños, menciona este teatro al describir el proceso de transformación del antiguo convento de los Basilios, junto a la parroquia de San Martín.

De los edificios públicos en ellas construidos, el más considerable era el convento e iglesia de monjes de San Basilio, que se trasladaron a él en 1611 desde el sitio primitivo de su fundación, que era un cuarto de legua de Madrid, junto al arroyo de Abroñigal. Durante las exclaustraciones anteriores sirvió esta iglesia de parroquia de San Martín, y después de la de 1836 fue, con el convento, cuartel de artillería de la Milicia Nacional, después Bolsa de Comercio, y después, vendido este edificio y verificada en él una completa transformación, dio cabida al teatro llamado de Lope de Vega, a un molino de chocolate al vapor, a una imprenta, un café, un taller de coches y diversas habitaciones particulares. La calle que corre por delante de él se llamó en un tiempo de los Basilios, y no sabemos desde cuándo ni tampoco por cuál razón le trocó después por el expresivo del Desengaño.
 Mesonero Romanos (1861)

Inaugurado mediado el siglo xix, sobre las ruinas del convento de San Basilio (levantado allí desde 1612),  uno de sus primeros estrenos fue la versión de La saboyana o la gracia de dios, drama en cuatro actos, traducido al castellano y arreglado por el zarzuelista romántico Antonio García Gutiérrez; como puede leerse en el libreto de su publicación: «Representado por primera vez con grande aplauso en el teatro del Drama (los Basilios) en el mes de octubre de 1850».
Tuvo su primera reforma muy pronto, en 1852, cuando Julián Romea lo renombró Teatro Lope de Vega (el primero en Madrid dedicado al «Fénix»). Lo describe Martínez Olmedilla como un pequeño local con butacas forradas de terciopelo, color y tejido que se repetía en cortinas y antepechos de los palcos. En él actuaron Teodora Lamadrid y Joaquín Arjona dando vida a Lo positivo (1862), pieza de Tamayo y Baus, y representando el drama de Eugène Scribe Adriana Lecouvreur; también pisó su escenario Carolina Civili, la actriz italiana afincada en España. Algunas fuentes sitúan aquí el estreno de El sitio de Zaragoza de 1808, drama patriótico de Juan Lombía (más conocido por la música incidental compuesta para él por Cristóbal Oudrid hacia 1848. Concluye el crítico Olmedilla su crónica con una curiosa anotación: al parecer durante un periodo, el teatro de los Basilios fue gestionado por una Sociedad cuyos afiliados, además de servicio médico, farmacéutico y entierro, disponían de un abono para esta sala, probablemente desaparecida hacia el final del siglo xix o comienzo del xx.